# Украинский штаб партизанского движения
Украинский штаб партизанского движения (УШПД; укр. Український штаб партизанського руху) — орган руководства советскими партизанскими формированиями Украины времён Великой Отечественной войны.
Создан 30 мая 1942 года постановлением Ставки Верховного Главнокомандования СССР. Подчинялся Центральному штабу партизанского движения (ЦШПД), а в оперативном плане — Военному совету Юго-Западного направления. Начальником УШПД был назначен заместитель народного комиссара внутренних дел УССР Т. А. Строкач, его заместителем — секретарь ЦК КП(б)У М. С. Спивак, уполномоченным представителем Военного совета Юго-Западного направления был И. В. Виноградов.
Постановлением № ГКО-1939с от 29 июня 1942 года в состав штаба введены: Сыромолотный (член Военного совета Южного фронта), Шерстнев (начальник разведотдела Южного фронта), Каминский (начальник разведотдела Юго-Западного фронта). Виноградов (начальник разведотдела Юго-Западного фронта) в связи с переходом на другую работу освобождён от обязанностей члена Украинского штаба партизанского движения.
С середины марта 1943 года УШПД стал оперативно подчиняться ГКО СССР. Тогда же руководство партизанским движением на Украине в целом было возложено на ЦК КП(б)У, а в оперативном плане — на УШПД. В связи с расформированием ЦШПД ответственность за развитие партизанского движения в пределах Сумской, Черниговской и других областей Левобережной Украины возлагалась на представительство УШПД при военных советах Юго-Западного и Южного фронтов, а на территории Правобережья — непосредственно на УШПД.
После освобождения Украины штаб оказывал помощь партизанскому движению Польши, Чехословакии, Венгрии и Румынии.
Расформирован 23 декабря 1945 года.